# 王進 (成化丙戌進士)
王進，字藎臣，浙江上虞縣人，明朝政治人物、進士出身。

## 生平
天順三年（1459年）舉己卯科浙江鄉試舉人，成化二年（1466年），登丙戌科進士，历仕山西布政使。